# اپنسیس
اپنسیس (سامانه متن باز شبیه‌سازی مهندسی زلزله) یک نرم‌افزار اختصاصی شی گرا است که در مرکز مهندسی زلزله اقیانوس آرام (PEER) با حمایت مالی بنیاد ملی علوم ایجاد شده‌است. این نرم‌افزار به کاربران اجازه می‌دهد تا پاسخ سیستم‌های سازه‌ای و ژئوتکنیکی در معرض زلزله را در قالب برنامه‌های اجزای محدود شبیه‌سازی کنند. این نرم‌افزار توسط فرانک مک‌کنا و گریگوری فنوس با مشارکت قابل توجه مایکل اسکات، سیلویا مازونی، بوریس جرمیک و دیگران ساخته شد. اپنسیس در ابتدا به زبان C++ نوشته شده و از چندین کتابخانه عددی فورترن برای حل معادلات خطی استفاده می‌کند.

## مجوز برنامه
این برنامه مجوز استفاده، تولید مشابه، اصلاح و توزیع را توسط نهادهای آموزشی، پژوهشی و غیرانتفاعی فقط برای اهداف غیر تجاری می‌دهد. استفاده، تولید مشابه و اصلاح توسط نهادهای دیگر فقط برای اهداف داخلی مجاز است. UC Regents حق تکثیر اپنسیس را نگهداری می‌کند.

## استفاده
کاربران اپنسیس با نوشتن اسکریپت به زبان‌های برنامه‌نویسی تی‌سی‌ال یا پایتون می‌تواند از قابلیت‌های این برنامه استفاده کنند.
توسعه دهندگان اپنسیس کد مرجع آن را در گیت‌هاب مدیریت می‌کنند.

## تاریخچه
قبل از نام "اپنسیس"، این نرم‌افزار با اشاره به نام گروه تحقیقاتی PEER مأمور توسعه شبیه‌سازی، "G3" نامیده می‌شد. تز دکترای فرانک مک‌کنا در مورد تحلیل سازه‌ای موازی شی گرا، اساس "G3" را تشکیل داد.
آخرین نسخه واقعی اپنسیس ۳٫۳٫۰ است که در مه ۲۰۲۱ منتشر شده‌است.